# 鸳鸯乡
鸳鸯乡，是中华人民共和国湖北省十堰市茅箭区下辖的一个乡镇级行政单位。

## 行政区划
鸳鸯乡下辖以下地区：
李家边社区、陈罗桥社区、徐家沟村、陈罗村、茅箭堂村、刘湾村、西坪村、胡家村、鸳鸯村、许家村、枧槽村和回船村。